# Абдул Маджид аль-Зіндані
Абдул Маджід аль-Зіндані (араб. عبد المجيد الزنداني; 1 січня 1942, Ібб, Єменське Мутаваккілітське Королівство — 22 квітня 2024, Стамбул, Туреччина) — єменський політик-ісламіст, засновник і керівник Університету Іман у Ємені. Очолював політичний рух Єменське об'єднання за реформи і був засновником Комісії з наукових знаків у Корані та Сунні, що базується в Саудівській Аравії. Деніел Голден з «Волл-стріт джорнел» описав його як «харизматичного єменського науковця та політика», а CNN назвав його «провокаційним священнослужителем із полум'яною рудою бородою».

## Біографія
Провів перші роки навчання в коледжі в Єгипті та навчався в університеті Айн-Шамс, де спочатку вивчав біологію та хімію, а потім перейшов на ісламознавство, але ступінь не здобув. 1966 року повернувся до Адена, 1967 року поїхав до Саудівської Аравії, де обіймав високу посаду в організації Islamic Call. Під керівництвом аль-Зубірі виступав за революцію та відіграв певну роль у мобілізації єменського народу проти монархії.
Повернувшись до Ємену заснував єменське Товариство братів-мусульман і присвятив своє життя політиці.

### Університет Іман
1995 року за підтримки уряду Ємену заснував і був президентом Університету Іман у Сані, Ємен. Він також отримував іноземні пожертви від консервативних країн ваххабітської спадщини Саудівської Аравії та Катару, приймав близько 400 студентів щорічно.
Міністерство фінансів США заявило про лояльність Зіндані до бен Ладена і деякі студенти університету Іман були заарештовані за політичні та релігійні вбивства. Дехто вважав, що навчальна програма в основному, якщо не виключно, присвячена ісламознавству, і що вона є розсадником екстремізму.
«The Sunday Times» встановила, що заарештований на Різдво 2009 року Умар Фарук Абдулмуталлаб, підозрюваний у вибуху рейсу 253 Northwest Airlines, 2005 року відвідував лекції аль-Авлакі в університеті.

### Політична діяльність
Був «провідним членом» Єменського об'єднання за реформи, членом якого також була лавреатка Нобелівської премії миру 2011 року Тавакуль Карман.

#### Комісія з наукових знаків у Корані та Сунні
1984 року звернувся до найбільшої благодійної організації уряду Саудівської Аравії, Ліги ісламського світу, щоб створити Комісію з наукових знаків у Корані та Сунні у Саудівській Аравії. Він очолював Комісію як генеральний секретар до відставки 1995 року. Хоча у нього не було жодної офіційної ролі в Лізі ісламського світу, його все одно запрошували на її заходи після 1955 року.

Комісію критикували за захопленість довести, що докази на користь наукових чудес Корану «є чіткими й очевидними» і що «група видатних немусульманських науковців у кількох галузях» засвідчила це. Комісія поширила оманливі, вирвані з контексту заяви кількох цих немусульманських науковців. 1984 року член комісії Мустафа Абдул Басіт Ахмед переїхав до США, щоб залучити західних науковців-немусульман для перевірки чудесних знамень Корану. Проте у статті 2002 року в американській газеті «Волл-стріт джорнел» кілька немусульманських науковців говорили про сумнівну практику, яку застосовувала комісія для виманювання їхніх заяв, як-от продані інтерв'ю шейха Абдула Маджида аль-Зіндані і брехливі обіцянки бути «цілковито нейтральними».
Комісія залучала науковців на свої конференції квитками на літак першого класу для них та їхніх дружин, номерами в найкращих готелях, гонораром у 1000 доларів і бенкетами з мусульманськими лідерами, як-от обід у палаці в Ісламабаді з президентом Пакистану Мохаммадом Зія уль-Хаком, незадовго до його загибелі в авіакатастрофі. Ахмед також подарував принаймні одному науковцю кришталевий годинник.
Океанолог Вільям Гей поскаржився, що потрапив у «пастку» в інтерв'ю, тоді як ембріолог Джеральд Герінгер заявив про «взаємне маніпулювання» між науковцями й організаторами конференції. Професор-геолог на пенсії Альфред Кронер з Майнцького університету надіслав стандартну відповідь електронною поштою, у якій роз'яснював свої зауваження «поза контекстом» під час однієї з конференцій і описав дії, внаслідок яких його зауваження використовували мусульманські апологети. У записаному на відео інтерв'ю він описав події та пояснив, як його просили відповісти на суто гіпотетичні запитання, і саме ці відповіді згодом цитували та спотворювали. Користувач YouTube TheRationalizer записав інтерв'ю з Вільямом Геєм, Елісон (Пітом) Палмером, професором Томом Армстронгом й Альфредом Кронером, щоб дати їм можливість висловити свою думку про події та пояснити справжні погляди без редагування.

#### Дослідження СНІДу
Аль-Зіндані виголосив промову, високо оцінивши якість наукових і медичних досліджень, проведених в Університеті Імана, заявивши, що вони успішно вилікували багато випадків СНІДу.
Керівник відділу клінічної імунології Університету короля Абдель-Азіза Джаміль аль-Мугалес заперечив результати аль-Зіндані, заявивши, що він особисто перевіряв аналізи крові, і вони суперечать твердженням аль-Зіндані.
Аль-Зіндані подав заявку на патент на трав'яний метод лікування СНІДу. Додаток опублікували на сайті Всесвітньої організації інтелектуальної власності у квітні 2011 року.

#### Рух за боротьбу з пороком і захист доброчесності
У липні 2008 року приєднався до групи ісламських священнослужителів і знаних вождів племен, щоб оголосити про створення нового органу з питань моралі. На зустріч із захисту доброчесності та боротьби з пороком вони оголосили, що будуть попереджати поліцію Ємену про порушення ісламського права. Декларацію написали після повідомлень про діяльність самопризначених «охоронців моралі» в Ходейді, Адені та Сані.

### Карикатури у «Jyllands-posten»
2006 року висунув звинувачення проти 21 газети та їхніх редакторів у Ємені за передрук суперечливих карикатур на Могамета, 2005 року надрукованих у данській газеті «Jyllands-Posten». 25 листопада 2006 року аль-Зідані виграв першу справу — проти газети «Al-Rai Al-Am», якій заборонили випускати газету протягом шести місяців, а її редактор отримав один рік ув'язнення.

### Заборона США

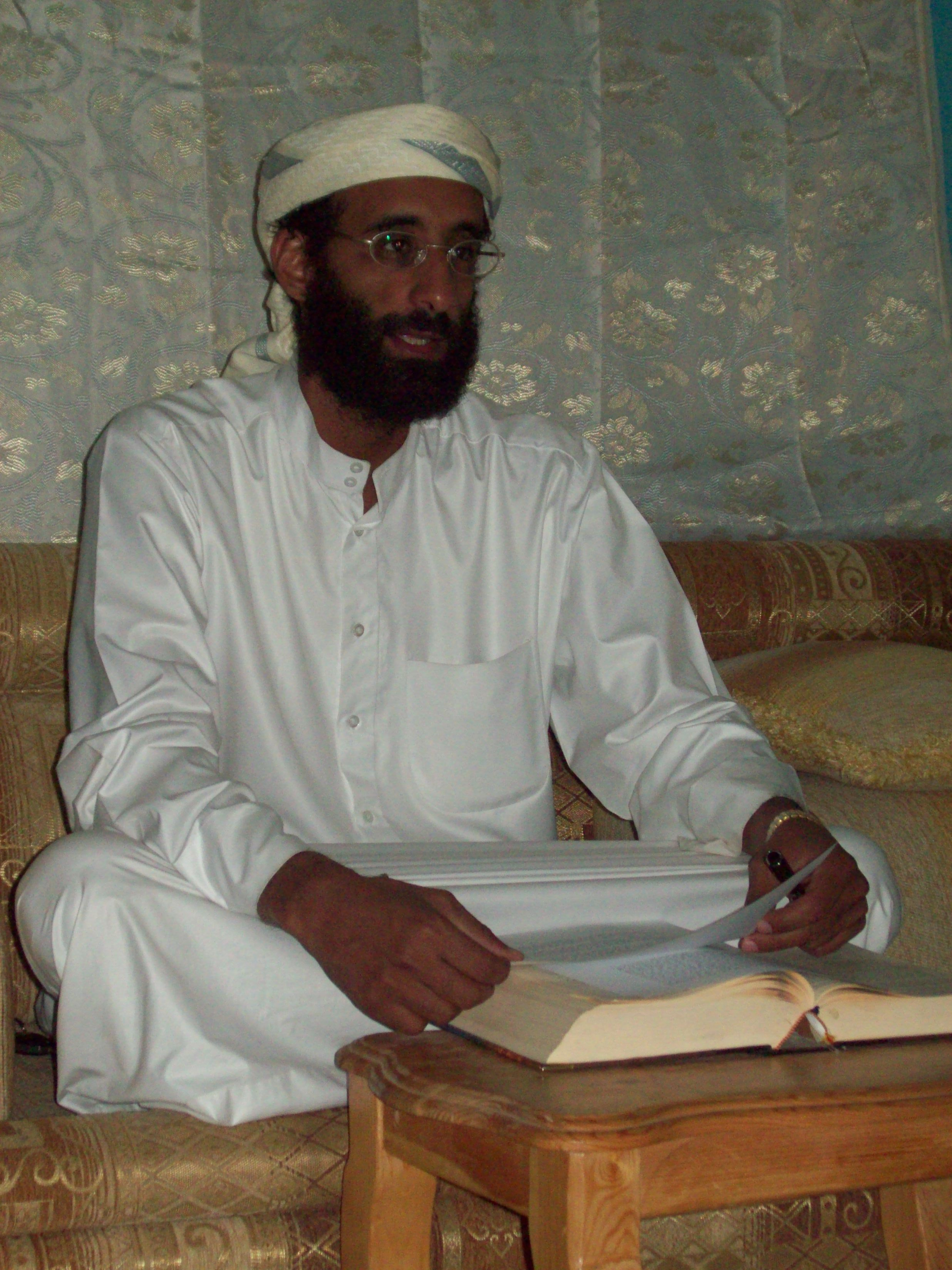
Анвар аль-Авлакі, який відвідував і читав лекції в університеті

24 лютого 2004 року Міністерство фінансів США випустило наказ про визнання Зіндані «глобальним терористом із особливим статусом». У департаменті заявили, що він мав «довгу історію співпраці з бен Ладеном, зокрема, був одним із його духовних лідерів», і він «був контактною особою з терористичною організацією Ансар аль-Іслам, що базується в Іраку та Сирії і пов'язана з Аль-Каїдою». Департамент також заявив, що підозрює студентів Університету Іман у вбивстві трьох американських місіонерів і «лідера Єменської соціалістичної партії номер два Джаралли Омара». Аль-Авлакі також відвідував уроки та читав лекції в Університеті Імана, очолюваному Зіндані.
Колишній студент Університету Іман Джон Вокер Лінд також пов'язаний з терористичними організаціями. Проте Університет Імана заперечив, що Авлакі й Абдулмуталлаб навчалися в університеті чи відвідували лекції в Університеті Імана. Університет також попросив американську адміністрацію підтвердити свої заяви свідченнями та доказами.
Зіндані потрапив до списку осіб, які належать або пов'язані з Аль-Каїдою, Комітету ООН 1267. Серед факторів, запропонованих в'язню Гуантанамо Абдулі Рахману Мохамеду Салеху Насеру Радою з адміністративного нагляду у виправдання його подальшого позасудового ув'язнення були:
1. Затриманий вирішив поїхати в Афганістан після того, як почув і поговорив з шейхом аль-Зіндані.
2. Абд аль-Маджид Зандані був активним прихильником Осами бен Ладена. Зандані брав участь у зборі коштів і вербуванні волонтерів для організації бен Ладена. Зандані також є релігійним і юридичним експертом Осами бен Ладена.
3. Виконавчий наказ 13224 визначає Шейха Абд Аль Маджида аль-Зіндані як особу, яка вчиняє, погрожує вчинити або підтримує тероризм[9].

Відразу після звинувачень США проти нього він заявив, що постане перед єменськими судами, якщо уряд Ємену попросить його це зробити. Його аргументом було те, що США використовує «список терористів» з політичних мотивів, й США додасть до цього списку кожного, хто підніме голос на захист суверенітету своєї країни.
Після того, як ООН й американська адміністрація не відповіли на кілька запитів уряду Ємену надати докази причетності до терористичних дій або спроб Зіндані, уряд Ємену звернувся до американської адміністрації з проханням видалити ім'я Зіндані зі «список терористів».
У середині січня 2010 року заявив, що закликатиме до джихаду, якщо американські війська направлять до Ємену. І додав, що Ємен є незалежною суверенною державою, і будь-який напад іноземців на єменські землі буде розглядатися як напад на всіх єменців.

### Протести в Ємені
Відіграв важливу роль у єменській революції 2011 року, спочатку як помічник між опозицією та президентом Ємену Алі Абдаллою Саліхом . Однак, коли Зіндані зрозумів, що Саліх готує війська для придушення єменської революційної молоді, заявив про свою підтримку революції. «Нью-Йорк таймс» повідомила, що протести біля американського посольства в Ємені 13 вересня 2012 року почалися через кілька годин після того, як Зіндані закликав послідовників наслідувати протести в Лівії та Єгипті. Протестувальники засуджували відео з карикатурою на пророка Могамета й іслам.

### Хуситський переворот у Ємені та смерть
Після хуситського перевороту у Ємені і взяття під свій контроль хуситами столиці Сану 2014 року аль-Зіндані втік у напрямку до міста Таїз (південний захід), а потім попрямував до територій Саудівської Аравії через порт Аль-Вадія (схід) і пройшов через контрольно-пропускний пункт хуситів. У жовтні 2017 року повідомлялося, що він перебуває під домашнім арештом у Саудівській Аравії. У листопаді 2020 року переїхав з Саудівської Аравії до Туреччини, де помер 22 квітня 2024 року у 82 роки.